# IN magazin
IN magazin je hrvatska zabavna televizijska emisija koja se s prikazivanjem krenula 26. siječnja 2009. godine. Voditeljice su Mia Kovačić i Renata Končić Minea.

## Koncept emisije
Emisija se bavi temama iz svijeta bogatih i slavnih, pretresa društvene teme dana, te donosi domaće i inozemne vijesti. Emisija ima i nekoliko stalnih rubrika posvećenih uređenju doma, kulinarskim umijećima i savjetima. Emisiju su kroz godine vodili Nikolina Pišek, Ivo Perkušić, Ana Stunić, a petkom i Dalibor Petko, Iris Cekuš i Marko Mrkić. Nakon 11 godina provedenih na Novoj TV i 10 godina u IN magazinu u kolovozu 2025. godine odlazi i Renata Končić Minea.

## Raspored prikazivanja
Emisija je svoju premijeru doživjela 26. siječnja 2009. godine na programu Nove TV. Prikazuje se radnim danima u 17:30.